# Glyphaea tomentosa
Espèce
Statut de conservation UICN

 LC  : Préoccupation mineure
Glyphaea tomentosa est une espèce de plantes de la famille des Malvaceae.

## Publication originale
- Flora of Tropical Africa 1: 267. 1868.